# Moctezumové

Vévodský erb Moctezumů

Moctezumové (méně správně také Montezumové, plným jménem vévodové z Moctezumy a Tultenga, španělsky Duque de Moctezuma de Tultengo) je rod původních předkolumbovských aztéckých vládců, dnes španělský vévodský rod.
Rodokmen aztéckých vládců začíná Opocxtlim Ixtachuatzinem, jehož syn Acamapichtli byl v roce 1376 zvolen tlatoanim (králem). Jeho potomek byl Moctezuma II. († 1520), 9. tlatoani Aztéků na území dnešního Mexika. Ten byl zajat španělským dobyvatelem Hernánem Cortésem a zabit při povstání svými poddanými. S princeznou Miahuaxochitlou měl syna Yahualicahuatzina, který byl pokřtěn Pedro a přivezen do Španělska. Jeho vnuk Pedro Moctezuma Thesifon de la Cueva byl jmenován španělským králem Filipem IV. v roce 1627 španělským hrabětem (Conde de Motēuczūma), přičemž titul byl dědičný primogeniturou. Pravopis jména byl brzy zjednodušen na Moctezuma. Nástupci Moctezumy II. v čele aztécké říše, Cuitláhuac a poslední domorodý vládce Cuauhtémoc, potomstvo nezanechali. 
V roce 1766 byl rod Karlem III. povýšen na španělské grandy 1. třídy.
Ve 20. letech 19. století existovala obava, že se rodina bude ucházet o mexický trůn (nově vytvořené Mexické císařství pod španělským rodem Agustín de Iturbide existovalo v letech 1821 až 1823): tehdejší nositel titulu hrabě z Moctezumy žil od roku 1821 v Paříži bourbonských králů Ludvíka XVIII. a Karla X. S podporou francouzského ultra-royalistického hnutí přijel v říjnu 1826 do přístavu Le Havre, aby se vydal na francouzské fregatě Pallas do mexického přístavu Veracruz. Mezitím mu již v srpnu byl zrušen španělský hraběcí titul.
Don Antonio Moctezuma y Marcilla de Teruel, Marqués de Tenebrón, 23. Conde de Moctezuma († 1890), obdržel vévodský titul dědičný primogeniturou Duque de Moctezuma de Tultengo v roce 1865 od španělské královny Isabely II. Zlepšením aristokratického titulu měl být dům Moctezumů jistým způsobem kompenzován za to, že rok předtím mexický trůn obsadil Habsburg, a ne  potomek Moctezumy II., tj. původní dynastie, nyní vyloučené španělským králem Karlem Habsburským.
Don Juan José Marcilla de Teruel-Moctezuma y Valcárcel (* 1958) je od roku 2014 šestým vévodou z Moctezumy a hlavou rodu.